# Codroy
 (avril 2016).
Si vous disposez d'ouvrages ou d'articles de référence ou si vous connaissez des sites web de qualité traitant du thème abordé ici, merci de compléter l'article en donnant les références utiles à sa vérifiabilité et en les liant à la section « Notes et références ».
Codroy est une localité, située sur l'Île de Terre-Neuve, dans la province de Terre-Neuve-et-Labrador, au Canada.
Sur son territoire se trouve le phare du Cap Anguille.
Tout à côté passe la riviere du Grand Codroy débouchant dans l'estuaire du même nom.

## Municipalités limitrophes